# Sant Agustí de Lluçanès
Sant Agustí de Lluçanès és un municipi de la comarca del Lluçanès, si bé adscrit administivament a la d'Osona, està situat al centre-oest de la regió de l'Alt Ter. Està ubicat a la divisòria d'aigües del Llobregat i el Ter, ubicat al conegut collet de Sant Agustí, a 860 m d'altitud.
Als seus vessants neixen el torrent de l'Alou, tributari del la Riera Gavarresa, i el de Cussons o de Sant Quirze, tributari del Ter. El terreny és boscós i trencat, i s'estén vers l'est fins al cim de la muntanya dels Munts (1.059 m alt), partió entre la Plana de Vic, el Lluçanès i el Ripollès. És travessat per la carretera de Sant Quirze de Besora a Berga, per Borredà i Vilada, de la qual es desprèn el branc que pel collet de Sant Agustí porta a la carretera de Vic a Berga per Olost (que conflueixen prop de Santa Creu de Jotglar. D'aquesta carretera, a l'esplanada de l'Hostal del Vilar, se'n separa la que porta a Sant Hipòlit de Voltregà i a la Plana de Vic, a través de Sant Boi de Lluçanès, i la que va a Lluçà a través de Santa Eulàlia de Puig-oriol.
El municipi està format per dos petits nuclis de població concentrada: l’Alou, el nucli urbà principal, antigament vinculat a la parròquia de Sant Genís del Pi, on hi ha l'ajuntament i el de Sant Agustí de Lluçanès, al sud del terme. Existeix també un important poblament en disseminat.
El carrer Alou, principal del nucli urbà (l'Alou), sorgí bàsicament durant el segle XVII a causa del pas per aquest indret dels ramats transhumans que hi feien parada. Conserva encara el tipisme de l’arquitectura rural del període barroc. En el mateix carrer, s’hi troba l'edifici de l’ajuntament i, no gaire lluny, l'església de Sant Genís del Pi, que abans de l’any 938 formava una jurisdicció autònoma com un alou independent del domini del castell de Daucastella de Sora. Avui l'església de Sant Genís és sufragània de la de Sant Agustí.

## Història

### Sant Agustí
La parròquia de Sant Agustí de Lluçanès existia ja el 1095, quan és citada a l'acta de consagració de Santa Maria de Lluçà, com a sufragània seva. L'església fou refeta el segle XI i ampliada amb altres capelles laterals i un portal nou vers el 1731, i es troba a 816 m. altitud, al peu de la carretera de Sant Quirze a Berga, prop del gran mas Grau. El seu terme depenia originàriament del castell de Lluçà i a la fi del segle xiii es constituí com a quadra independent, sota el domini dels cavallers cognominats Santagustí protectors especials del monestir de Lluçà, que la vengueren el 1754; després fou lloc reial. Tenia vuit famílies el 1553, nou el 1686, vint-i-sis el 1782, i 76 cases i 320 habitants el 1860. El 1970 tot el municipi només tenia 169 habitants

### L'Alou
L’antiga parròquia de Sant Genís del Pi, prop del mas Casademunt, al nord-est del terme, formava part d’un alou o domini del monestir de Ripoll que s’estenia des de l’Alou a Casa-ramona de Sora. El lloc pertanyia a Ripoll des d’abans del 938. Els homes del Pi gaudien d’autonomia i d’organització civil pròpia, que depenia del paborde de Palau, del monestir ripollès. Avançat el segle XVI es desféu d’aquesta organització, i part de la gent restà sotmesa a Sora i una altra part a Sant Agustí. […] L'edifici actual de Sant Genís del Pi fou construït al segle xviii, i el 1878 perdé els atributs parroquials.

## Demografia
El 1553 tenia vuit famílies, nou el 1686 i vint-i-sis famílies i 76 cases el 1782. El primer cens modern de població (1857) dona 345 persones, la xifra més alta assolida mai al municipi. Fins al 1900 la població perdé 119 persones. Tot i una petita recuperació a les primeres dècades del segle xx, durant la guerra civil de 1936-39 i la postguerra la població tornà a davallar, i moltes masies foren abandonades. El 1940 hi havia 262 habitants, el doble que el 1981, any en què la població era de 132 habitants. Aquesta tendència a la pèrdua de població perdurà fins a la darreria del segle XX: 123 h el 1991 i 105 h el 2001. Amb el canvi de segle, la tendència es capgirà i l’any 2005 hi vivien 111 persones.
| 1497 f | 1515 f | 1553 f | 1717 | 1787 | 1857 | 1877 | 1887 | 1900 | 1910 |
| ------ | ------ | ------ | ---- | ---- | ---- | ---- | ---- | ---- | ---- |
| -      | 6      | 8      | 124  | 101  | 345  | 314  | 284  | 226  | 243  |

| 1920 | 1930 | 1940 | 1950 | 1960 | 1970 | 1981 | 1990 | 1992 | 1994 |
| ---- | ---- | ---- | ---- | ---- | ---- | ---- | ---- | ---- | ---- |
| 265  | 266  | 262  | 236  | 183  | 169  | 129  | 130  | 120  | 120  |

| 1996 | 1998 | 2000 | 2002 | 2004 | 2006 | 2008 | 2010 | 2012 | 2014 |
| ---- | ---- | ---- | ---- | ---- | ---- | ---- | ---- | ---- | ---- |
| 105  | 107  | 121  | 107  | 103  | 107  | 105  | 101  | 97   | 91   |

| 2016 | 2018 | 2020 | 2022 | 2024 | 2026 | 2028 | 2030 | 2032 | 2034 |
| ---- | ---- | ---- | ---- | ---- | ---- | ---- | ---- | ---- | ---- |
| 92   | 87   | 89   | 100  | 108  | -    | -    | -    | -    | -    |

La població del municipi està repartida en dos nuclis (Sant Agustí de Lluçanès i l'Alou) i en masies disseminades.

## Geografia
- Llista de topònims de Sant Agustí de Lluçanès (Orografia: muntanyes, serres, collades, indrets..; hidrografia: rius, fonts...; edificis: cases, masies, esglésies, etc).

## Economia
L'economia del municipi reposa en les activitats agrícoles de secà (cereals, patates i farratges) i en la ramaderia (porcí).

## Transports
La carretera C-149 comunica el municipi amb la resta de la comarca i amb les veïnes del Ripollès i el Berguedà.